# Gustaf Silfverstolpe
Carl Fredrik Gustaf Silfverstolpe (i riksdagen kallad Silfverstolpe i Näs), född 5 juli 1815 i Norrköping, död 23 februari 1895 i Stockholm, var en svensk godsägare och politiker. Han var son till kyrkoherden och riksdagsmannen Gustaf Abraham Silverstolpe och svärson i andra giftet till kyrkoherden och riksdagsmannen Ture Wensjoe.
Gustaf Silfverstolpe var riksdagsledamot i andra kammaren för Mellersta Roslags domsagas valkrets 1873–1875. Han är begravd på Rö kyrkogård.